# St. Johann (Rot an der Rot)

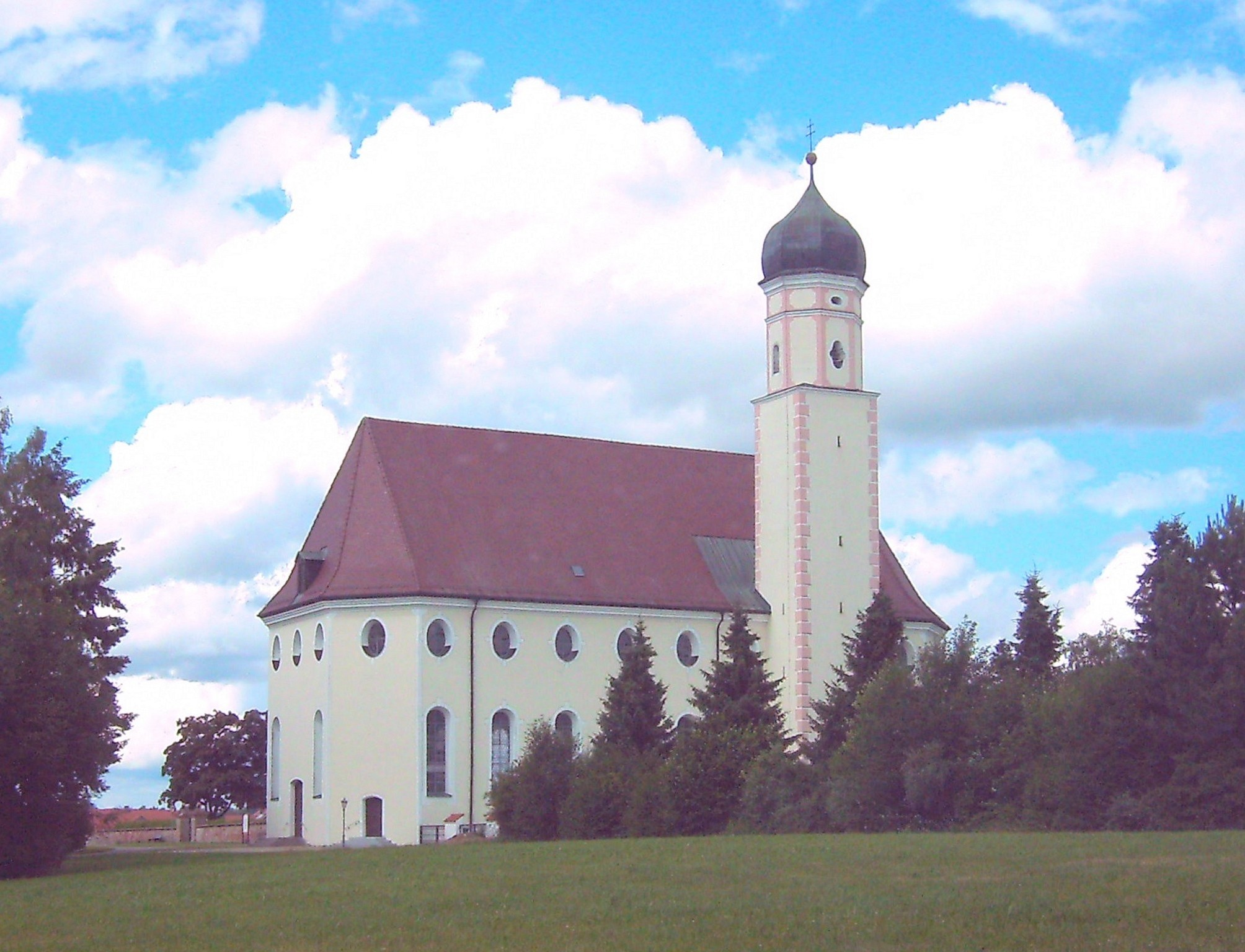
St. Johann

Die Bruderschaftskirche St. Johann in Rot an der Rot im oberschwäbischen Landkreis Biberach ist eine spätbarocke Hallenkirche, die von 1737 bis 1741 für die Rosenkranzbruderschaft errichtet wurde. Das Kirchengebäude dient neben der Nutzung als Beerdigungskirche der Gemeinde Rot an der Rot als Spielort für Konzerte der Musikfestspiele Schwäbischer Frühling. Das Gotteshaus gehört zur Diözese Rottenburg-Stuttgart.

## Lage
Die Kirche befindet sich am südlichen Rand des Ortes, an der Straße nach Haslach im Haslachtal zwischen Friedhofsweg und Kreuzmühle. Sie steht auf dem Friedhofsgelände, das von einer Mauer umgeben ist.

## Geschichte, Kurzcharakteristik

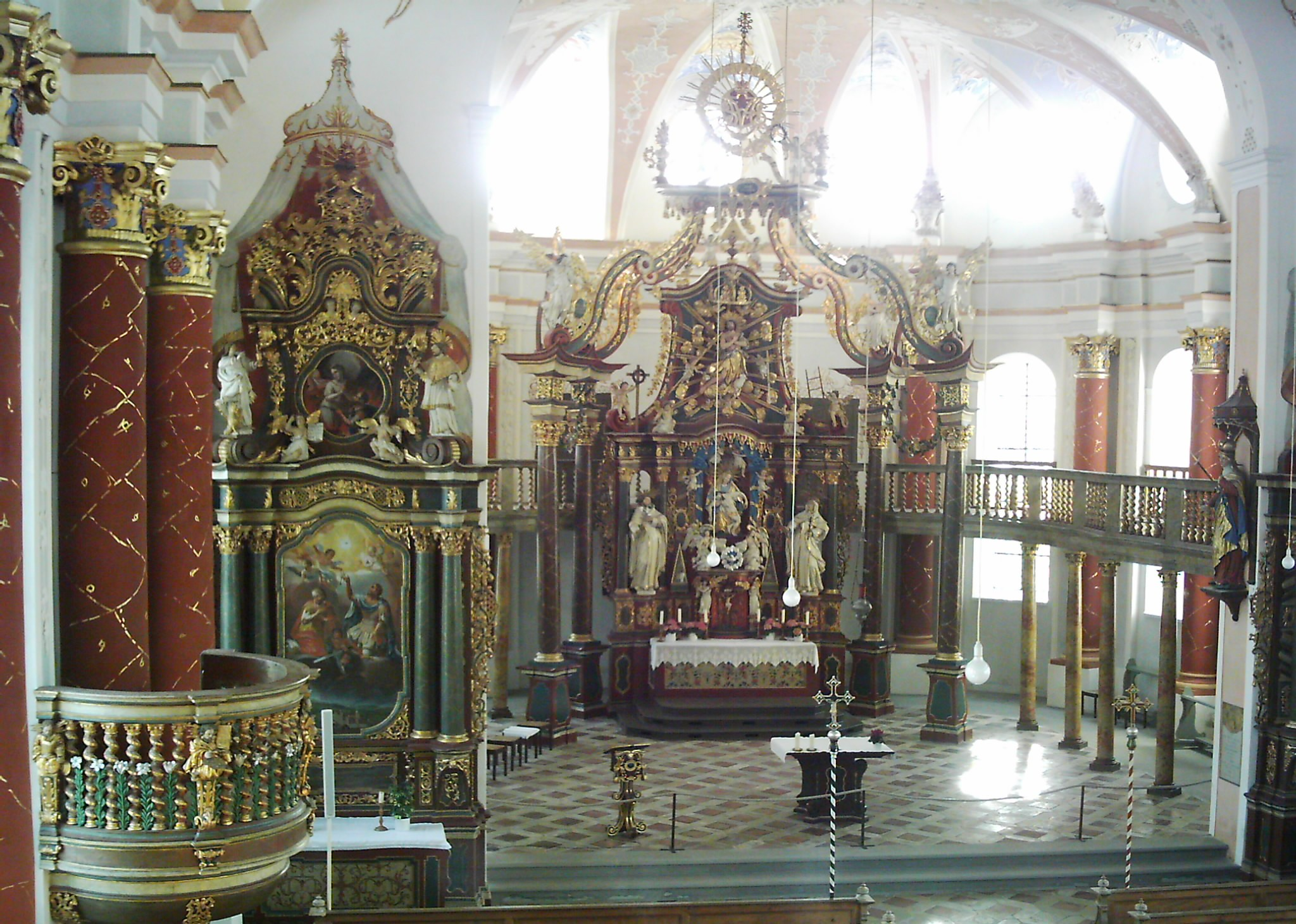
Blick zum Chor

Abt Hermann Vogler (1711–1739) hatte sie in Auftrag gegeben, als Architekt wird der spätere Abt Benedikt Stadelhofer (1694–1760) angesehen, der die Wallfahrtskirche Maria Steinbach entworfen hat. Das Gotteshaus löste die frühere Kirche des Frauenklosters ab.
Ein steiles ziegelgedecktes Pultdach liegt über dem gesamten Kirchenschiff. Der Turm ist auf der Südseite des Kirchengebäudes vorgebaut und mit einer kupferbedeckten achteckigen welschen Haube versehen. Alle Fassadenflächen sind weiß verputzt.
Die Grundfläche des Bauwerks (einschließlich der Apsis) kann mit 50 × 20 Meter abgeschätzt werden.
Das Innere überrascht den Eintretenden mit einem eher großstädtischen Ausbau: ein unter einem offenen, holzgeschnitzten Baldachin angeordneter Hochaltar im Chorraum mit quadratischem Grundriss enthält in der Mitte das Gnadenbild, eine Pietà aus dem Jahr 1579. Beiderseits stehen Schnitzfiguren der hl. Katharina von Siena und des hl. Dominikus, Förderer des Rosenkranzgebetes. Unter einer umlaufenden Empore befinden sich Seitenaltäre. Die geschnitzten Ausstattungsteile stammen vom Waldseer Bildhauer Johann Georg Reusch.
In den Zwickeln vieler Oberfenster sind Embleme mit Inschriften in Latein und Altdeutsch zu sehen. Das Patrozinium des Kirchenheiligen Johannes der Täufer wird am 24. Juni gefeiert.